# François-Nicolas Preuilly
François Nicolas Preuilly, né à Tours le 15 février 1715 et mort à Tours le 25 avril 1776, a été maire de Tours en Indre-et-Loire de 1754 à 1762.

## Biographie
Baptisé le 15 février 1715 à la paroisse Saint-Saturnin de Tours, François-Nicolas Preuilly est le fils de Jacques Nicolas Preuilly, conseiller du Roi en l'élection de Tours, et de Françoise Phellion. Son frère, Louis-César Preuilly du Colombier, président au bailliage et siège présidial de Tours et de la Société royale d'agriculture et belles-lettres de la Généralité de Tours, sera le beau-père du baron Paul Deslandes-Preuilly.
Il est le petit-fils de Nicolas Preuilly (et de Françoise Moisant), maître ouvrier en soie, qui, par deux fois, en 1702 et 1722, achète un office municipal pour entrer au corps de ville, et qui, par deux fois en est écarté.
Il épouse Françoise Delavau, cousine germaine de Jean-Joseph-Louis Graslin et cousine de François Charles Delavau.
Président de l'Élection de Tours (jusqu'en 1775), conseiller du roi, commissaire de la marine, il est élu maire de Tours le 4 septembre 1754, en remplacement de Julien Dubois. Il exerce cette fonction jusqu'au 4 août 1762, et eut pour successeur Jean-Joseph Aubry.
En juillet 1757, Preuilly lance les travaux de l'édification d'une nouvelle chaussée longeant la Loire dans le faubourg de Saint-Pierre-des-Corps et fait procéder à la plantation d'une promenade à l'ouest et qui fut remplacée plus tard par la place du Champ-de-Mars. Il fit établir un marché sur la place Saint-Étienne le 7 mai 1761.
Il est le premier maire de Tours du XVIIIe siècle qui réactive l'usage de la frappe de jetons de présence (Charles Aimé Dauban).
Propriétaire du château de la Billetrie et du logis de Château-Vert (Savonnières), il se fait construire le Grand Colombier à Saint-Symphorien.
Il est décédé le 25 avril 1776 à Tours, et inhumé le 25 avril 1776 à la paroisse Saint-Pierre-le-Puellier, Tours.
Une voie de Tours porte son nom depuis le 10 août 1816 (arrêté municipal). Comme la délibération du conseil municipal du 3 février 1816 avait décidé d’appeler la partie nord de la place, place du Champ-de-Mars, car elle servait alors exclusivement aux manœuvres militaires, pour éviter toute équivoque, la délibération du conseil municipal du 23 novembre 1843 et l’arrêté municipal 5 mars 1844 décidèrent que seule la partie sud bâtie de cette place prendrait le nom de "boulevard Preuilly".

## Sources
- Michel Cassan, Les officiers "moyens" à l'époque moderne: pouvoir, culture, identité, 1998
- Hugo Plumel, « Deux familles de maires à Tours au XVIIIe siècle [Preuilly et Benoît de La Grandière] », mémoire de maîtrise en histoire, Tours, université de Tours, 1995.
- Les maires de Tours du XVe au XIXe siècle - Histoire et généalogie, CGDT, Tours, 1987.